# Río Illapel
Río Illapel är ett vattendrag i Chile.   Det ligger i regionen Región de Coquimbo, i den centrala delen av landet, 210 km norr om huvudstaden Santiago de Chile.
Omgivningarna runt Río Illapel är i huvudsak ett öppet busklandskap. Runt Río Illapel är det glesbefolkat, med 11 invånare per kvadratkilometer.